# Аркт
Аркт (др.-греч. Άρκτος) - одна из десяти (или двенадцати) ор в древнегреческой мифологии. Аркт была служанкой Гармонии, вместе с Дюсис и Мемсебриадой. Аркт, как и все оры, являлась дочерью Зевса и Фемиды. Также Аркт являлась одной из богинь жизни. Служения в честь оры Аркт проводились 16 июля.